# Michelangelo Vella
Michelangelo Vella, maltesisch Mikiel Anġ Vella, auch Michel’Angelo Vella (* 7. November 1710 in Senglea; † 25. Dezember 1792 in Cospicua) war ein maltesischer Komponist, Organist und Musikpädagoge.

## Leben
Er wurde in eine wohlhabende Familie von Überseehändlern geboren und verließ Malta am 14. Juli 1730, um am Conservatorio della Pietà dei Turchini in Neapel zu studieren, wo er am 4. September 1730 eintrat. Seine musikalischen Lehrer dort waren Nicola Fago, Andra Basso und Leonardo Leo.
Am 18. Dezember 1733 empfing er in Neapel die Priesterweihe und kehrte 1738 nach Malta zurück, wo er seine kirchliche Laufbahn als Priester fortsetzte und als Musiklehrer, Organist und Kapellmeister wirkte. Seit 1739 ist er als maestro di cappella an der Kathedrale von Mdina belegt.
Allerdings fiel Vellas Rückkehr mit einem bischöflichen Dekret zusammen, dem zufolge die in der Liturgie verwendete Musik bewusst einfach und kurz sein musste, mit dem Ergebnis, dass Vellas Gaben als Komponist niemals vollständig zur Geltung kommen konnten.
Seit 1762 war er an der Kirche l-Immakulata Konċizzjoni in Bormla (Cospicua) tätig, wirkte aber zudem für Kirchengemeinden in Żebbuġ, Żurrieq und Tarxien sowie auf der Insel Gozo. Der Malteserorden als wichtiger Auftraggeber bestellte bei ihm Werke für ihre in Valletta gelegene Konventkirche (heute St. John’s Co-Cathedral). Außerdem wurden zum volkstümlichen Calendimaggio am Abend des 30. April eines jeden Jahres weltliche Kantaten auf dem großen Vorplatz vor dem Ordenspalast in Valletta aufgeführt. Don Michel’ Angelo Vella ist als einer von zwei maltesischen Komponisten für solche Auftragswerke genannt und mit drei Aufführungen vertreten.

## Wirken
Unter seinen Schülern finden sich Komponisten wie Francesco Azopardi, Giuseppe Burlon, Antonrio Freri, Nicolò Isouard und Salvatore Magrin.

## Werke
Seine bekannteste Komposition zu Lebzeiten war eine Sammlung von sechs Sonaten für drei Violinen und Kontrabass, veröffentlicht im Jahr 1768 in Paris.
Vor einigen Jahren wurde eine Sammlung von 24 Sonaten für drei Querflöten in der SLUB in Dresden entdeckt, die anschließend von Richard Divall herausgegeben und von Lyrebird Press veröffentlicht wurde. Diese Sammlung wurde wahrscheinlich auf Wunsch der Königin Maria Amalia von Sachsen für ihren flötespielenden Bruder erstellt. Die Sonaten selbst gelten als ähnlichen Werken von Boismortier und anderen Zeitgenossen in diesem Sinne weit überlegen. Typischerweise besteht jedes Werk aus drei kontrastierenden Sätzen, und jeder Stimme wird in der Komposition die gleiche Bedeutung beigemessen, was angesichts anderer Werke dieses Genres ungewöhnlich ist.

### Geistliche Werke
- Sancta et Immacolata Virginitatas (Motette für 3 Stimmen und Kontrabass, 1763)
- Miserere für 4 Stimmen und Kontrabass, 1765
- Christus factus est für 4 Stimmen und Kontrabass
- Dies irae für 4 Stimmen und Orgel
- Libera me für 4 Stimmen, Kontrabass und Orgel
- Litanei für 4 Stimmen, 2 Violinen und weitere Instrumente
- Salve sancta parens für 4 Stimmen und Basso Continuo
- Stabat mater

### Weitere Vokalwerke
- La virtù trionfante (Serenade, 1741)
- Cantata per maggio (1746)
- Gloria mundi (1746)
- Gli applausi della fama (Serenade, 1758)

### Instrumentalwerke
- 6 Sonaten für 3 Violinen und Bass, op. 1 (1768), hrsg. von Richard Divall.
- 24 Sonaten für 3 Querflöten ohne Bass, hrsg. von Richard Divall. Lyrebird Press, Melbourne/Paris 2009–2014